# Una jena in cassaforte
Una jena in cassaforte è un film del 1968, diretto da Cesare Canevari.
Dopo una rapina in una banca, gli autori si ritrovano nella villa per spartirsi i diamanti. Il padrone di casa è però morto e a farne le veci è la moglie Anna. Ciascuno di loro ha una chiave che apre la cassaforte dove sono custoditi i preziosi..

## Produzione
Il lungometraggio è stato interamente girato a Villa Toeplitz (Varese).